# Реален газ
Реален газ е всеки газ, който не може да бъде адекватно моделиран като идеален газ. Главната причина, поради която апроксимирането на газовете с идеален газ не винаги е възможно, е взаимодействието между съставляващите ги частици. То е значително при високи налягания, когато средното разстояние между частиците стане малко. Това увеличава относителната сила на междуатомните и междумолекулните сили. Газовете се държат като неидеални и при ниски температури, в близост до температурата на кипене или критичната температура. Реалните газове не могат да се опишат с голяма точност със законите за идеалните газове. При тях се наблюдават отклонения от уравнението на Клапейрон-Менделеев, за разлика от идеалните газове при тях се наблюдава т.нар. ефект на Джаул-Томсън и др.
За описанието на реалните газове са развити редица модели, като т.нар. кубично уравнение на Ван дер Ваалс, уравнение на Редлих-Куонг, уравнение на Пенг-Робинсън, вириално уравнение и др. Константите в тези уравнения най-често могат да се изчислят ако се познават критичните параметри (критична температура, критично налягане) на дадения газ. Тези уравнения представляват значително подобрение спрямо законите за идеалните газове, и позволяват изчисление на свойствата и на течната фаза.
В редица случаи, когато е необходима много висока точност, дори и те са недостатъчни и тогава поведението на газовете се описват със специални уравнения. Пример за това е водата (водната пара и газ) използвана като работен флуид в парни централи или турбини. При тези приложения се изисква познаването на свойствата на водата с грешка по-малка от около един процент. Затова е създадена международна асоциация, която изучава свойствата на водата (IAPWS, International Association for the Properties of Water and Steam). Тя съставя периодично уравнения за свойствата на водата (включително и зависимостта температура-налягане-обем), базиращи се на най-нови измервания.
В повечето случаи за приближени изчисления в практиката се използват законите за идеални газове.